# Житники (Черкасская область)

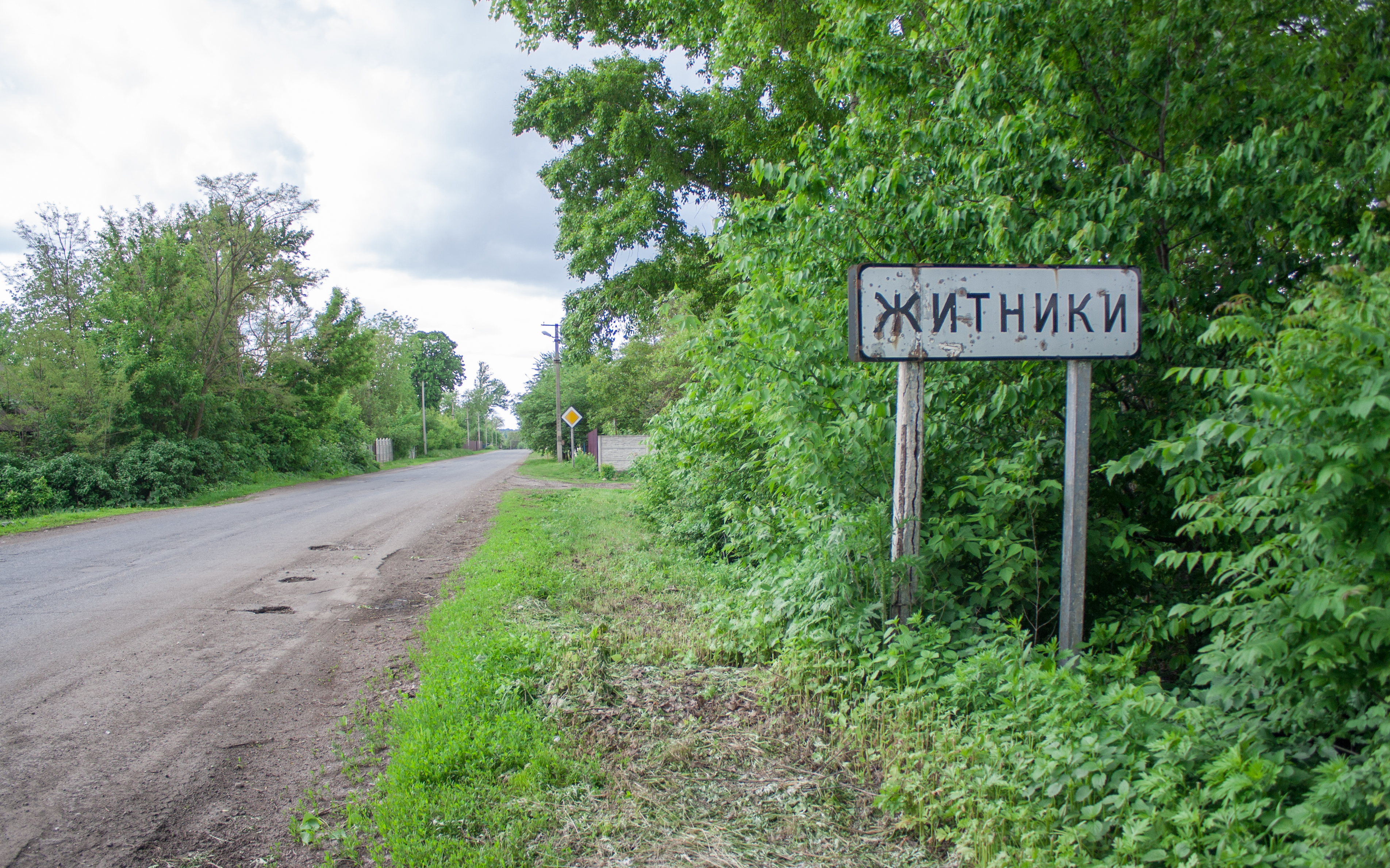
Въезд в село Житники

Жи́тники (укр. Житники) — село в Жашковском районе Черкасской области Украины.
Население по переписи 2001 года составляло 864 человека. Почтовый индекс — 19240. Телефонный код — 4747.

## Местный совет
19240, Черкасская обл., Жашковский р-н, с. Житники